# 50th Street (stacja metra na Eighth Avenue Line)
50th Street – stacja metra nowojorskiego, na linii A, C i E. Znajduje się w dzielnicy Manhattan, w Nowym Jorku i zlokalizowana jest pomiędzy stacjami 59th Street – Columbus Circle, Seventh Avenue i 42nd Street – Port Authority Bus Terminal. Została otwarta 10 września 1932.